# Campionato FIA di Formula 3 2024
Il Campionato FIA di Formula 3 2024 è la sesta edizione di questo campionato, creato dalla fusione della GP3 Series e della F3 europea. Il campionato è iniziato il primo marzo a Sakhir e si è concluso il primo settembre a Monza dopo 20 gare, con la vittoria dell'italiano Leonardo Fornaroli.

## La prestagione

### Calendario
Il calendario viene annunciato nell'agosto del 2023. Non ci sono modifiche rispetto l'anno precedente ad eccezione del evento sul Circuito di Imola che nella stagione precedente era stato cancellato a causa del maltempo. 
| Gara | Gara | Circuito                                | Giri | Lunghezza                    | Data        | Ora   | CTE   | Voce                                 |
| ---- | ---- | --------------------------------------- | ---- | ---------------------------- | ----------- | ----- | ----- | ------------------------------------ |
| 1    | G1   | Bahrain International Circuit, Sakhir   | 19   | 19 × 5,412 = 102,828 km      | 1 marzo     | 13:15 | 11:15 | Gran Premio del Bahrein 2024         |
| 1    | G2   | Bahrain International Circuit, Sakhir   | 22   | 22 × 5,412 = 119,064 km      | 2 marzo     | 12:00 | 10:00 | Gran Premio del Bahrein 2024         |
| 2    | G1   | Circuito Albert Park, Melbourne         | 20   | 20 × 5,278 = 105,560 km      | 23 marzo    | 11:15 | 01:15 | Gran Premio d'Australia 2024         |
| 2    | G2   | Circuito Albert Park, Melbourne         | 23   | 23 × 5,278 = 121,394 km      | 24 marzo    | 09:05 | 23:05 | Gran Premio d'Australia 2024         |
| 3    | G1   | Autodromo Enzo e Dino Ferrari, Imola    | 18   | 18 × 4,909 km = 88,362 km    | 18 maggio   | 10:05 | 10:05 | Gran Premio dell'Emilia-Romagna 2024 |
| 3    | G2   | Autodromo Enzo e Dino Ferrari, Imola    | 22   | 22 × 4,909 km = 107,998 km   | 19 maggio   | 08:30 | 08:30 | Gran Premio dell'Emilia-Romagna 2024 |
| 4    | G1   | Circuito di Monte Carlo, Monaco         | 23   | 23 × 3,337 km = 76,751 km    | 25 maggio   | 10:45 | 10:45 | Gran Premio di Monaco 2024           |
| 4    | G2   | Circuito di Monte Carlo, Monaco         | 27   | 27 × 3,337 km = 99,099 km    | 26 maggio   | 08:00 | 08:00 | Gran Premio di Monaco 2024           |
| 5    | G1   | Circuito di Catalogna, Barcellona       | 21   | 21 × 4,675 km = 98,175 km    | 22 giugno   | 10:40 | 10:40 | Gran Premio di Spagna 2024           |
| 5    | G2   | Circuito di Catalogna, Barcellona       | 25   | 25 × 4,675 km = 116,875 km   | 23 giugno   | 10:05 | 10:05 | Gran Premio di Spagna 2024           |
| 6    | G1   | Red Bull Ring, Spielberg                | 21   | 21 × 4,318 km = 90,678 km    | 29 giugno   | 09:30 | 09:30 | Gran Premio d'Austria 2024           |
| 6    | G2   | Red Bull Ring, Spielberg                | 26   | 26 × 4,318 km = 112,868 km   | 30 giugno   | 08:30 | 08:30 | Gran Premio d'Austria 2024           |
| 7    | G1   | Circuito di Silverstone, Silverstone    | 18   | 18 × 5,891 km = 106,038 km/h | 6 luglio    | 09:20 | 10:20 | Gran Premio di Gran Bretagna 2024    |
| 7    | G2   | Circuito di Silverstone, Silverstone    | 22   | 22 × 5,891 km = 129,602 km/h | 7 luglio    | 08:20 | 09:20 | Gran Premio di Gran Bretagna 2024    |
| 8    | G1   | Hungaroring, Mogyoród                   | 19   | 19 × 4,381 km = 83,239 km    | 20 luglio   | 09:50 | 09:50 | Gran Premio d'Ungheria 2024          |
| 8    | G2   | Hungaroring, Mogyoród                   | 24   | 24 × 4,381 km = 105,144 km   | 21 luglio   | 08:25 | 08:25 | Gran Premio d'Ungheria 2024          |
| 9    | G1   | Circuito di Spa-Francorchamps, Stavelot | 12   | 12 × 7,004 km = 84,048 km    | 27 luglio   | 09:50 | 09:50 | Gran Premio del Belgio 2024          |
| 9    | G2   | Circuito di Spa-Francorchamps, Stavelot | 15   | 15 × 7,004 km = 105,060 km   | 28 luglio   | 08:30 | 08:30 | Gran Premio del Belgio 2024          |
| 10   | G1   | Autodromo nazionale di Monza, Monza     | 18   | 18 x 5,793 km = 104,274 km   | 31 agosto   | 09:30 | 09:30 | Gran Premio d'Italia 2024            |
| 10   | G2   | Autodromo nazionale di Monza, Monza     | 22   | 22 x 5,793 km = 127,446 km   | 1 settembre | 09:35 | 09:35 | Gran Premio d'Italia 2024            |

### Test
| Circuito  | Data        | Pilota più veloce | Team                  | Tempo    | Giri |
| --------- | ----------- | ----------------- | --------------------- | -------- | ---- |
| Bahrain   | 11 febbraio | Noel León         | Van Amersfoort Racing | 1'46"657 | 19   |
| Bahrain   | 12 febbraio | Luke Browning     | Hitech Pulse-Eight    | 1'46"819 | 64   |
| Bahrain   | 13 febbraio | Luke Browning     | Hitech Pulse-Eight    | 1'46"566 | 66   |
| Catalogna | 16 aprile   | Gabriele Minì     | Prema Racing          | 1'28"313 | 39   |
| Catalogna | 17 aprile   | Mari Boya         | Campos Racing         | 1'26"646 | 46   |
| Catalogna | 18 aprile   | Mari Boya         | Campos Racing         | 1'27"034 | 88   |

## Piloti e squadre

### Team
Per la stagione 2024 vengono confermati tutti i dieci team presenti nel edizione passata. Il team PHM gestirà le tre vetture senza il supporto del team Charouz Racing System a differenza di quello che è avvenuto nel 2023. Nel maggio del 2024 il team PHM viene acquistato dalla società di servizi finanziari AIX ne ha assunto la proprietà e rinomina il team in AIX Racing.

### Piloti
Il team campione in carica, la Prema Racing, è la prima scuderia ad annunciare la sua line-up. Il team italiano conferma Dino Beganovic per un secondo anno, prende dal Hitech Gabriele Minì e promuove dalla Formula 4 italiana, Arvid Lindblad. Il team Trident conferma Leonardo Fornaroli e punta suI Rookie, Sami Meguetounif e Santiago Ramos.
Oliver Goethe, liberato della Trident, si unisce alla Campos Racing. Il team spagnolo punta su piloti con esperienza nella serie, completando la sua formazione con Mari Boya e Sebastián Montoya, il primo arriva dalla MP Motorsport e il secondo dalla Hitech Pulse-Eight. L'Hitech Pulse-Eight conferma il vincitore del Gran Premio di Macao 2023, Luke Browning, inoltre, ingaggia il vice-campione della Formula Regional europea, Martinius Stenshorne e il vice-campione dell'Euroformula Open, Cian Shields
L'ART Grand Prix promuove dalla Formula Regional europea, Laurens van Hoepen. Come secondo pilota viene scelto Christian Mansell, l'anno scorso ha corso con il team Campos. Per completare la formazione, il team francese conferma il talento bulgaro, Nikola Tsolov. Il team MP Motorsport ufficializza due piloti della Red Bull Junior Team, il primo è il terzo classificato della Formula Regional europea, Tim Tramnitz mentre il secondo è il campione della Formula 4 italiana, Kacper Sztuka. Il team olandese completa la sua formazione con Alex Dunne, vice campione della GB3.
Il team Van Amersfoort Racing punta sul campione dell'Euroformula Open 2023, il messicano Noel León. Per completare la formazione conferma Tommy Smith e Sophia Flörsch. A sua volta la Jenzer Motorsport sceglie il peruviano Matías Zagazeta, lo statunitense Max Esterson e il campione della Formula Regional Oceania 2023, Charlie Wurz.
La Rodin Carlin diventa Rodin Motorsport ed sceglie i britannici Callum Voisin e Joseph Loake oltre allo svizzero Piotr Wiśnicki. Il team PHM AIX Racing gestirà il team senza il supporto della Charouz ed sceglie il polacco Joshua Dufek il thailandese Tasanapol Inthraphuvasak e il russo che corre sotto bandiera italiana, Nikita Bedrin.

#### Cambi durante la stagione
Martinius Stenshorne e Nikola Tsolov sono costretti a saltare rispettivamente i round di Silverstone e di Spa-Francorchamps in quanto hanno corso sui circuiti prima dell'evento della F3 senza il consenso della FIA. Il norvegese viene sostituito da James Wharton, mentre l'ungherese viene sostituito da Tuukka Taponen, pilota della Ferrari Driver Academy.
Matías Zagazeta per un intervento all'appendicite è costretto a saltare il round di Monte Carlo, per questo il team Jenzer al suo posto chiama James Hedley.
Visto il passaggio di Oliver Goethe in Formula 2, il team Campos Racing per l'ultimo round della stagione a Monza sceglie Noah Strømsted, attualmente impegnato anche nella Formula Regional europea.

### Tabella riassuntiva
| Team                  | Nº | Pilota                   | Gare      | Stato |
| --------------------- | -- | ------------------------ | --------- | ----- |
| Prema Racing          | 1  | Dino Beganovic           | Tutti     |       |
| Prema Racing          | 2  | Gabriele Minì            | Tutti     |       |
| Prema Racing          | 3  | Arvid Lindblad           | Tutti     | R     |
| Trident               | 4  | Leonardo Fornaroli       | Tutti     |       |
| Trident               | 5  | Sami Meguetounif         | Tutti     | R     |
| Trident               | 6  | Santiago Ramos           | Tutti     | R     |
| MP Motorsport         | 7  | Tim Tramnitz             | Tutti     | R     |
| MP Motorsport         | 8  | Kacper Sztuka            | Tutti     | R     |
| MP Motorsport         | 9  | Alex Dunne               | Tutti     | R     |
| Campos Racing         | 10 | Oliver Goethe            | 1-9       |       |
| Campos Racing         | 10 | Noah Strømsted           | 10        | R     |
| Campos Racing         | 11 | Sebastián Montoya        | Tutti     |       |
| Campos Racing         | 12 | Mari Boya                | Tutti     |       |
| Hitech Pulse-Eight    | 14 | Luke Browning            | Tutti     |       |
| Hitech Pulse-Eight    | 15 | Martinius Stenshorne     | 1-6, 8-10 | R     |
| Hitech Pulse-Eight    | 15 | James Wharton            | 7         | R     |
| Hitech Pulse-Eight    | 16 | Cian Shields             | Tutti     | R     |
| Jenzer Motorsport     | 17 | Charlie Wurz             | Tutti     | R     |
| Jenzer Motorsport     | 18 | Max Esterson             | Tutti     |       |
| Jenzer Motorsport     | 19 | Matías Zagazeta          | 1-3, 5-10 | R     |
| Jenzer Motorsport     | 19 | James Hedley             | 4         | R     |
| Van Amersfoort Racing | 20 | Noel León                | Tutti     | R     |
| Van Amersfoort Racing | 21 | Sophia Flörsch           | Tutti     |       |
| Van Amersfoort Racing | 22 | Tommy Smith              | Tutti     |       |
| ART Grand Prix        | 23 | Christian Mansell        | Tutti     |       |
| ART Grand Prix        | 24 | Laurens van Hoepen       | Tutti     | R     |
| ART Grand Prix        | 25 | Nikola Tsolov            | 1-8, 10   |       |
| ART Grand Prix        | 25 | Tuukka Taponen           | 9         | R     |
| AIX Racing            | 26 | Tasanapol Inthraphuvasak | Tutti     | R     |
| AIX Racing            | 27 | Nikita Bedrin            | Tutti     |       |
| AIX Racing            | 28 | Joshua Dufek             | Tutti     | R     |
| Rodin Motorsport      | 29 | Callum Voisin            | Tutti     | R     |
| Rodin Motorsport      | 30 | Piotr Wiśnicki           | Tutti     |       |
| Rodin Motorsport      | 31 | Joseph Loake             | Tutti     | R     |

## Regolamento
Il regolamento della stagione 2023 prevedeva l’utilizzo di carburante al 55% più sostenibile per l’ambiente, per la stagione 2024, la percentuale aumenterà con l'obbiettivo di lavorare e arrivare a un carburante sostenibile al 100% entro il 2027. Il format del weekend sarà quello che si è ricominciato ad utilizzare nel 2022 quindi una Sprint Race al sabato e la Feature Race alla domenica. I punteggi saranno gli stessi delle ultime due stagioni.
Sistema di punteggio Gara 1
| Posizione | 1ª | 2ª | 3ª | 4ª | 5ª | 6ª | 7ª | 8ª | 9ª | 10ª | Giro veloce |
| Punti     | 10 | 9  | 8  | 7  | 6  | 5  | 4  | 3  | 2  | 1   | 1           |

Sistema di punteggio Gara 2
| Posizione | 1ª | 2ª | 3ª | 4ª | 5ª | 6ª | 7ª | 8ª | 9ª | 10ª | Pole | Giro veloce |
| Punti     | 25 | 18 | 15 | 12 | 10 | 8  | 6  | 4  | 2  | 1   | 2    | 1           |

N.B.: Se il giro più veloce viene fatto da un pilota al di fuori della top10, il punto aggiuntivo va al pilota che realizza il giro più veloce all'interno delle prime 10 posizioni

## Classifiche

### Riassunto della stagione
| Gara | Gara | Circuito    | Tempo      | Velocità media | Pole position      | Giro veloce          | Pilota vincitore     | Team vincitore     | Note          |
| ---- | ---- | ----------- | ---------- | -------------- | ------------------ | -------------------- | -------------------- | ------------------ | ------------- |
| 1    | G1   | Sakhir      | 35'35"482  | 172,932 km/h   |                    | Laurens van Hoepen   | Arvid Lindblad       | Prema              | [ 44 ]        |
| 1    | G2   | Sakhir      | 41'08"012  | 173,315 km/h   | Dino Beganovic     | Dino Beganovic       | Luke Browning        | Hitech Pulse-Eight | [ 45 ]        |
| 2    | G1   | Melbourne   | 35'32"870  | 178,171 km/h   |                    | Mari Boya            | Martinius Stenshorne | Hitech Pulse-Eight | [ 46 ]        |
| 2    | G2   | Melbourne   | 41'23"816  | 175,946 km/h   | Leonardo Fornaroli | Dino Beganovic       | Dino Beganovic       | Prema              | [ 47 ]        |
| 3    | G1   | Imola       | 34'19"754  | 153,683 km/h   |                    | Oliver Goethe        | Oliver Goethe        | Campos Racing      | [ 48 ] [ 49 ] |
| 3    | G2   | Imola       | 35'12"897  | 183,637 km/h   | Santiago Ramos     | Oliver Goethe        | Sami Meguetounif     | Trident            | [ 50 ]        |
| 4    | G1   | Montecarlo  | 59'09"511  | 77,842 km/h    |                    | Dino Beganovic       | Nikola Tsolov        | ART Grand Prix     | [ 52 ]        |
| 4    | G2   | Montecarlo  | 44'15"883  | 122,127 km/h   | Gabriele Minì      | Martinius Stenshorne | Gabriele Minì        | Prema              | [ 53 ]        |
| 5    | G1   | Barcellona  | 38'11"211  | 153,462 km/h   |                    | Leonardo Fornaroli   | Mari Boya            | Campos Racing      | [ 54 ] [ 55 ] |
| 5    | G2   | Barcellona  | 39'09"719  | 178,181 km/h   | Christian Mansell  | Luke Browning        | Arvid Lindblad       | Prema              | [ 56 ]        |
| 6    | G1   | Spielberg   | 34'24"710  | 155,885 km/h   |                    | Nikola Tsolov        | Nikola Tsolov        | ART Grand Prix     | [ 57 ]        |
| 6    | G2   | Spielberg   | 37'22"286  | 180,044 km/h   | Luke Browning      | Piotr Wiśnicki       | Luke Browning        | Hitech Pulse-Eight | [ 58 ]        |
| 7    | G1   | Silverstone | 36'32"184  | 173,915 km/h   |                    | Arvid Lindblad       | Arvid Lindblad       | Prema              | [ 59 ]        |
| 7    | G2   | Silverstone | 47'12"061  | 149,597 km/h   | Luke Browning      | Gabriele Minì        | Arvid Lindblad       | Prema              | [ 61 ]        |
| 8    | G1   | Hungaroring | 29'41"355  | 159,285 km/h   |                    | Joseph Loake         | Nikita Bedrin        | AIX Racing         | [ 63 ]        |
| 8    | G2   | Hungaroring | 38'54"231  | 155,341 km/h   | Laurens van Hoepen | Sami Meguetounif     | Nikola Tsolov        | ART Grand Prix     | [ 65 ] [ 66 ] |
| 9    | G1   | Spa         | 29'03"659  | 173,271 km/h   |                    | Noel León            | Dino Beganovic       | Prema              | [ 67 ]        |
| 9    | G2   | Spa         | 41'33"717  | 151,488 km/h   | Callum Voisin      | Callum Voisin        | Callum Voisin        | Rodin              | [ 68 ]        |
| 10   | G1   | Monza       | 33'52"339  | 173,897 km/h   |                    | Leonardo Fornaroli   | Tim Tramnitz         | MP Motorsport      | [ 69 ]        |
| 10   | G2   | Monza       | 39’58’’179 | 190,850 km/h   | Leonardo Fornaroli | Martinius Stenshorne | Sami Meguetounif     | Trident            | [ 70 ] [ 71 ] |

### Classifica piloti
| Pos. | Pilota                     | SAK             | SAK                 | MEL          | MEL         | IMO                                             | IMO | MON | MON | CAT | CAT | RBR | RBR | SIL | SIL | HUN | HUN | SPA | SPA | MNZ | MNZ | Punti |
| --- | -------------------------- | --------------- | ------------------- | ------------ | ----------- | ----------------------------------------------- | --- | --- | --- | --- | --- | --- | --- | --- | --- | --- | --- | --- | --- | --- | --- | ----- |
| 1 | Leonardo Fornaroli         | 3               | 7                   | 9            | 2           | 11                                              | 3   | 9   | 5   | 7   | 3   | 12  | 9   | 10  | 7   | 7   | 3   | 9   | 3   | 8   | 2   | 153   |
| 2 | Gabriele Minì              | 7               | 6                   | 6            | 3           | 6                                               | 6   | 11  | 1   | Rit | 21  | 6   | 2   | 6   | 2   | 14  | 11  | 2   | 13  | 9   | SQ  | 130   |
| 3 | Luke Browning              | 15              | 1                   | 28           | 4           | Rit                                             | 4   | 8   | 3   | 12  | 5   | 11  | 1   | 24  | 8   | 8   | 12  | 12  | 6   | 6   | 20  | 128   |
| 4 | Arvid Lindblad R           | 1               | 8                   | 2            | 11          | 8                                               | 7   | Rit | 4   | 9   | 1   | Rit | 7   | 1   | 1   | 15  | 28  | 15  | Rit | 12  | 16  | 113   |
| 5 | Christian Mansell          | 14              | 2                   | 10           | 10          | 12                                              | 20  | Rit | 2   | 11  | 2   | 3   | 4   | 11  | 13  | 5   | 4   | 16  | 14  | 22  | 3   | 112   |
| 6 | Dino Beganovic             | 29              | 13                  | 13           | 1           | 4                                               | 5   | 7   | 6   | 8   | 8   | 15  | 3   | 12  | 19  | 3   | 9   | 1   | 11  | 4   | 9   | 109   |
| 7 | Oliver Goethe              | 9               | 10                  | 5            | 9           | 1                                               | 2   | 10  | 10  | 3   | 4   | 7   | 5   | Rit | 6   | 11  | 8   | 6   | 21  |     |     | 94    |
| 8 | Sami Meguetounif R         | 10              | 4                   | 17           | 12          | Rit                                             | 1   | Rit | Rit | Rit | 15  | 10  | 20  | 8   | 12  | 10  | 25  | 27  | 5   | 5   | 1   | 84    |
| 9 | Tim Tramnitz R             | 5               | 3                   | 12           | 15          | 2                                               | 11  | 2   | 8   | 10  | 11  | 8   | 15  | 25  | 14  | 4   | 20  | 4   | 9   | 1   | 6   | 81    |
| 10 | Noel León R                | 22              | 12                  | Rit          | 25          | 3                                               | 19  | 4   | 23  | 6   | 9   | 9   | 23  | 2   | 10  | 12  | 2   | 3   | 4   | Rit | 7   | 79    |
| 11 | Nikola Tsolov              | 4               | 11                  | 20           | 19          | 13                                              | 26  | 1   | 27  | 13  | 6   | 1   | 6   | 5   | 15  | 29  | 1   |     |     | 19  | 17  | 75    |
| 12 | Callum Voisin R            | 17              | 21                  | 18           | 21          | Rit                                             | 29  | 12  | 13  | Rit | 16  | 14  | 25  | 4   | 3   | 6   | 6   | 7   | 1   | 24  | 22  | 67    |
| 13 | Laurens van Hoepen R       | 2               | 15                  | 3            | 13          | 7                                               | 13  | 3   | Rit | 5   | Rit | 5   | 8   | 9   | 11  | 9   | SQ  | 10  | 12  | 13  | 8   | 58    |
| 14 | Alex Dunne R               | 12              | 9                   | 7            | 16          | 14                                              | 16  | Rit | 16  | 2   | 7   | 4   | 10  | 22  | Rit | 20  | 16  | 23  | 10  | 3   | 4   | 50    |
| 15 | Mari Boya                  | 8               | 29                  | 4            | 7           | Rit                                             | 9   | 6   | 7   | 1   | 14  | 22  | 18  | 16  | 20  | 18  | 10  | 28  | Rit | 7   | Rit | 45    |
| 16 | Santiago Ramos R           | 21              | 5                   | 24           | 24          | 10                                              | 8   | 15  | 14  | 21  | 10  | 24  | 13  | 19  | 16  | 28  | 5   | 8   | 8   | 2   | 18  | 44    |
| 17 | Sebastián Montoya          | 18              | 17                  | 8            | 6           | Rit                                             | 10  | 18  | 15  | Rit | 12  | Rit | Rit | 7   | Rit | 19  | 19  | 5   | 2   | 11  | 21  | 40    |
| 18 | Martinius Stenshorne R     | 11              | 14                  | 1            | 26          | 22                                              | 14  | 16  | 26  | 4   | 27  | 2   | 12  |     |     | 13  | 13  | 18  | Rit | 10  | 5   | 38    |
| 19 | Nikita Bedrin              | 13              | 20                  | 21           | 8           | 9                                               | 30  | Rit | 24  | Rit | Rit | 13  | Rit | 13  | 9   | 1   | 7   | 13  | 23  | Rit | 13  | 25    |
| 20 | Tommy Smith                | 28              | 22                  | 27           | Rit         | 24                                              | 28  | 13  | 12  | 18  | 25  | 21  | 22  | 21  | 4   | 25  | 24  | 25  | 18  | 23  | 15  | 12    |
| 21 | Max Esterson               | 6               | 24                  | 26           | 14          | 18                                              | 21  | 14  | 17  | 22  | 23  | 18  | 17  | Rit | 18  | 16  | 15  | Rit | 7   | Rit | Rit | 11    |
| 22 | Charlie Wurz R             | 19              | 16                  | 11           | 5           | 23                                              | 24  | 19  | Rit | 16  | 13  | 20  | 27  | Rit | Rit | 17  | Rit | 26  | 25  | 25  | 14  | 10    |
| 23 | Piotr Wiśnicki R           | 25              | 25                  | 23           | 23          | 20                                              | 23  | 21  | 25  | 24  | 24  | 23  | 19  | 14  | 5   | 24  | 21  | 21  | 16  | Rit | Rit | 10    |
| 24 | Tasanapol Inthraphuvasak R | 16              | 19                  | Rit          | Rit         | Rit                                             | 27  | 17  | 18  | 15  | 26  | 27  | 26  | 20  | 22  | 2   | 14  | 29  | 17  | 21  | 11  | 9     |
| 25 | Matías Zagazeta R          | Rit             | 18                  | 15           | 17          | 17                                              | 17  |     |     | 19  | 19  | 17  | 14  | 3   | 23  | Rit | 27  | 17  | 19  | 14  | Rit | 8     |
| 26 | Joseph Loake R             | 27              | 23                  | 14           | Rit         | 21                                              | 25  | 5   | 9   | 15  | 22  | 19  | 24  | 15  | 24  | 31  | 26  | 11  | 22  | 15  | 19  | 8     |
| 27 | Kacper Sztuka R            | 20              | 28                  | 16           | 18          | 5                                               | 15  | Rit | 11  | 23  | 28  | Rit | 16  | Rit | 17  | 27  | 18  | 20  | 20  | 18  | 12  | 6     |
| 28 | Joshua Dufek R             | 24              | 27                  | 22           | 22          | 16                                              | 22  | Rit | 20  | 17  | 17  | 25  | Rit | 23  | Rit | 22  | 22  | 24  | 15  | Rit | 10  | 1     |
| 29 | Sophia Flörsch             | 23              | 30                  | 19           | Rit         | 15                                              | 12  | Rit | 19  | 20  | 18  | 26  | 11  | Rit | Rit | 23  | 23  | 19  | Rit | 16  | Rit | 0     |
| 30 | Cian Shields R             | 26              | 26                  | 25           | 20          | 19                                              | 18  | Rit | 21  | 14  | 20  | 16  | 21  | 17  | Rit | 21  | 17  | 22  | 24  | 20  | Rit | 0     |
| 31 | Tuukka Taponen R           |                 |                     |              |             |                                                 |     |     |     |     |     |     |     |     |     |     |     | 14  | Rit |     |     | 0     |
| 32 | Noah Strømsted R           |                 |                     |              |             |                                                 |     |     |     |     |     |     |     |     |     |     |     |     |     | 17  | 23  | 0     |
| 33 | James Wharton R            |                 |                     |              |             |                                                 |     |     |     |     |     |     |     | 18  | 21  |     |     |     |     |     |     | 0     |
| 34 | James Hedley R             |                 |                     |              |             |                                                 |     | 20  | 22  |     |     |     |     |     |     |     |     |     |     |     |     | 0     |
| NOTE: |                            |                 |                     |              |             |                                                 |     |     |     |     |     |     |     |     |     |     |     |     |     |     |     |       |
| Pos. | Pilota                     | SAK             | SAK                 | MEL          | MEL         | IMO                                             | IMO | MON | MON | CAT | CAT | RBR | RBR | SIL | SIL | HUN | HUN | SPA | SPA | MNZ | MNZ | Punti |
| \| Legenda \| 1º posto \| 2º posto \| 3º posto \| A punti \| Senza punti \| Grassetto=Pole position Corsivo=Giro più veloce \| \| Legenda \| Solo prove/Terzo pilota \| Non qualificato \| Ritirato/Non class. \| Squalificato \| Non partito \| Grassetto=Pole position Corsivo=Giro più veloce \| |                            |                 |                     |              |             |                                                 |     |     |     |     |     |     |     |     |     |     |     |     |     |     |     |       |
| Legenda | 1º posto                   | 2º posto        | 3º posto            | A punti      | Senza punti | Grassetto=Pole position Corsivo=Giro più veloce |     |     |     |     |     |     |     |     |     |     |     |     |     |     |     |       |
| Legenda | Solo prove/Terzo pilota    | Non qualificato | Ritirato/Non class. | Squalificato | Non partito | Grassetto=Pole position Corsivo=Giro più veloce |     |     |     |     |     |     |     |     |     |     |     |     |     |     |     |       |

| Legenda | 1º posto                | 2º posto        | 3º posto            | A punti      | Senza punti | Grassetto=Pole position Corsivo=Giro più veloce |
| Legenda | Solo prove/Terzo pilota | Non qualificato | Ritirato/Non class. | Squalificato | Non partito | Grassetto=Pole position Corsivo=Giro più veloce |

### Classifica squadre
| Pos. | Squadra       | N° | Pilota         | SAK | SAK | MEL | MEL | IMO | IMO | MON | MON | CAT | CAT | RBR | RBR | SIL | SIL | HUN | HUN | SPA | SPA | MNZ | MNZ | Punti |
| ---- | ------------- | -- | -------------- | --- | --- | --- | --- | --- | --- | --- | --- | --- | --- | --- | --- | --- | --- | --- | --- | --- | --- | --- | --- | ----- |
| 1    | Prema         | 1  | Beganovic      | 29  | 13  | 13  | 1   | 4   | 5   | 7   | 6   | 8   | 9   | 13  | 3   | 12  | 19  | 3   | 9   | 1   | 11  | 4   | 9   | 352   |
| 1    | Prema         | 2  | Minì           | 7   | 6   | 6   | 3   | 6   | 6   | 11  | 1   | Rit | 21  | 6   | 2   | 6   | 2   | 14  | 12  | 2   | 13  | 9   | SQ  | 352   |
| 1    | Prema         | 3  | Lindblad       | 1   | 8   | 2   | 11  | 8   | 7   | Rit | 4   | 9   | 1   | Rit | 7   | 1   | 1   | 15  | 28  | 15  | Rit | 12  | 16  | 352   |
| 2    | Trident       | 4  | Fornaroli      | 3   | 7   | 9   | 2   | 11  | 3   | 9   | 5   | 7   | 3   | 11  | 9   | 10  | 7   | 7   | 3   | 9   | 3   | 8   | 2   | 281   |
| 2    | Trident       | 5  | Meguetounif    | 10  | 4   | 17  | 12  | Rit | 1   | Rit | Rit | Rit | 15  | 10  | 20  | 8   | 12  | 10  | 25  | 27  | 5   | 5   | 1   | 281   |
| 2    | Trident       | 6  | Ramos          | 21  | 5   | 24  | 24  | 10  | 8   | 15  | 14  | 21  | 11  | 24  | 13  | 19  | 16  | 28  | 5   | 8   | 8   | 2   | 18  | 281   |
| 3    | ART GP        | 23 | Mansell        | 14  | 2   | 10  | 10  | 12  | 20  | Rit | 2   | 11  | 2   | 3   | 4   | 11  | 13  | 5   | 4   | 16  | 14  | 22  | 3   | 245   |
| 3    | ART GP        | 24 | van Hoepen     | 2   | 15  | 3   | 13  | 7   | 13  | 3   | Rit | 5   | Rit | 5   | 8   | 9   | 11  | 9   | SQ  | 10  | 12  | 13  | 8   | 245   |
| 3    | ART GP        | 25 | Tsolov         | 4   | 11  | 20  | 19  | 13  | 26  | 1   | 27  | 13  | 6   | 1   | 6   | 5   | 15  | 29  | 1   |     |     | 19  | 17  | 245   |
| 3    | ART GP        | 25 | Taponen        |     |     |     |     |     |     |     |     |     |     |     |     |     |     |     |     | 14  | Rit |     |     | 245   |
| 4    | Campos        | 10 | Goethe         | 9   | 10  | 5   | 9   | 1   | 2   | 10  | 10  | 3   | 4   | 7   | 5   | Rit | 6   | 11  | 8   | 6   | 21  |     |     | 179   |
| 4    | Campos        | 10 | Strømsted      |     |     |     |     |     |     |     |     |     |     |     |     |     |     |     |     |     |     | 17  | 23  | 179   |
| 4    | Campos        | 11 | Montoya        | 18  | 17  | 8   | 6   | Rit | 10  | 18  | 15  | Rit | 13  | Rit | Rit | 7   | Rit | 19  | 19  | 5   | 2   | 11  | 21  | 179   |
| 4    | Campos        | 12 | Boya           | 8   | 29  | 4   | 7   | Rit | 9   | 6   | 7   | 1   | 8   | 22  | 18  | 16  | 23  | 18  | 10  | 28  | Rit | 7   | Rit | 179   |
| 5    | Hitech GP     | 14 | Browning       | 15  | 1   | 28  | 4   | Rit | 4   | 8   | 3   | 12  | 5   | 11  | 1   | 24  | 8   | 8   | 12  | 12  | 6   | 6   | 20  | 166   |
| 5    | Hitech GP     | 15 | Stenshorne     | 11  | 14  | 1   | 26  | 22  | 14  | 16  | 26  | 4   | 27  | 2   | 12  |     |     | 13  | 13  | 18  | Rit | 10  | 5   | 166   |
| 5    | Hitech GP     | 15 | Wharton        |     |     |     |     |     |     |     |     |     |     |     |     | 18  | 21  |     |     |     |     |     |     | 166   |
| 5    | Hitech GP     | 16 | Shields        | 28  | 26  | 25  | 20  | 19  | 18  | Rit | 21  | 14  | 20  | 16  | 21  | 17  | Rit | 21  | 17  | 22  | 24  | 20  | Rit | 166   |
| 6    | MP Motorsport | 7  | Tramnitz       | 5   | 3   | 12  | 15  | 2   | 11  | 2   | 8   | 10  | 12  | 8   | 15  | 25  | 14  | 4   | 20  | 4   | 9   | 1   | 6   | 137   |
| 6    | MP Motorsport | 8  | Sztuka         | 20  | 28  | 16  | 18  | 5   | 15  | Rit | 11  | 23  | 28  | Rit | 16  | Rit | 17  | 27  | 18  | 20  | 20  | 18  | 12  | 137   |
| 6    | MP Motorsport | 9  | Dunne          | 12  | 9   | 7   | 16  | 14  | 16  | Rit | 16  | 2   | 7   | 4   | 10  | 22  | Rit | 20  | 16  | 23  | 10  | 3   | 4   | 137   |
| 7    | VAR           | 20 | León           | 22  | 12  | Rit | 25  | 3   | 19  | 4   | 23  | 6   | 10  | 9   | 23  | 2   | 10  | 12  | 2   | 3   | 4   | Rit | 7   | 91    |
| 7    | VAR           | 21 | Flörsch        | 23  | 30  | 19  | Rit | 15  | 12  | Rit | 19  | 20  | 18  | 26  | 11  | Rit | Rit | 23  | 23  | 19  | Rit | 16  | Rit | 91    |
| 7    | VAR           | 22 | Smith          | 28  | 22  | 27  | Rit | 24  | 28  | 13  | 12  | 18  | 25  | 21  | 22  | 21  | 4   | 25  | 24  | 25  | 18  | 23  | 15  | 91    |
| 8    | Rodin         | 29 | Voisin         | 17  | 21  | 18  | Rit | Rit | 29  | 12  | 13  | Rit | 16  | 14  | 25  | 4   | 3   | 6   | 6   | 7   | 1   | 24  | 22  | 85    |
| 8    | Rodin         | 30 | Wisnicki       | 25  | 25  | 23  | 23  | 20  | 23  | 21  | 25  | 24  | 24  | 23  | 19  | 14  | 5   | 24  | 21  | 21  | 16  | Rit | Rit | 85    |
| 8    | Rodin         | 31 | Loake          | 27  | 23  | 14  | Rit | 21  | 25  | 5   | 9   | 15  | 22  | 19  | 24  | 15  | 24  | 31  | 26  | 11  | 22  | 15  | 19  | 85    |
| 9    | AIX Racing    | 26 | Inthraphusavak | 16  | 20  | Rit | Rit | Rit | 27  | 17  | 18  | 25  | 26  | 27  | 26  | 20  | 21  | 2   | 14  | 29  | 17  | 21  | 11  | 35    |
| 9    | AIX Racing    | 27 | Bedrin         | 13  | 18  | 21  | 8   | 9   | 30  | Rit | 24  | Rit | Rit | 13  | Rit | 13  | 9   | 1   | 7   | 13  | 23  | Rit | 13  | 35    |
| 9    | AIX Racing    | 28 | Dufek          | 24  | 27  | 22  | 22  | 16  | 22  | Rit | 20  | 17  | 17  | 25  | Rit | 23  | Rit | 22  | 22  | 24  | 15  | Rit | 10  | 35    |
| 10   | Jenzer        | 17 | Wurz           | 19  | 16  | 11  | 5   | 23  | 24  | 19  | Rit | 16  | 14  | 20  | 27  | Rit | Rit | 17  | Rit | 26  | 25  | 25  | 14  | 29    |
| 10   | Jenzer        | 18 | Esterson       | 6   | 24  | 26  | 14  | 18  | 21  | 14  | 17  | 22  | 23  | 18  | Rit | Rit | 18  | 16  | 15  | Rit | 7   | Rit | Rit | 29    |
| 10   | Jenzer        | 19 | Zagazeta       | Rit | 19  | 15  | 17  | 17  | 17  |     |     | 19  | 19  | 17  | 14  | 3   | 22  | Rit | 27  | 17  | 19  | 14  | Rit | 29    |
| 10   | Jenzer        | 19 | Hedley         |     |     |     |     |     |     | 20  | 22  |     |     |     |     |     |     |     |     |     |     |     |     | 29    |
| Pos. | Squadra       | N° | Pilota         | SAK | SAK | MEL | MEL | IMO | IMO | MON | MON | CAT | CAT | RBR | RBR | SIL | SIL | HUN | HUN | SPA | SPA | MNZ | MNZ | Punti |